# German Comic Con
Die German Comic Con (GCC) ist die erste deutsche Fan-Convention (bzw. Multigenre-Convention) nach Vorbild der San Diego Comic Con und der New York Comic Con, da sie neben einem Schwerpunkt auf Kino- und TV-Stars aus Hollywood, auch Comic-Künstler und -Publisher sowie Merchandise-Dealer sowie Bereiche zu den Themen Cosplay, Manga und Anime, Spiele oder Wrestling anbietet.
Die erste GCC fand am 5. und 6. Dezember 2015 in den Westfalenhallen Dortmund statt und verzeichnete über 30.000 Besucher. Sie erstreckte sich über 25.000 m². Die zweite GCC, die 2016 in Berlin stattfand, zählte mehr als 30.000 Besucher, und die dritte GCC, die Ende 2016 wieder in Dortmund erfolgte, steigerte die Besucherzahlen auf 45.000 Fans. In den Jahren 2017 und 2018 fanden neben Berlin und Dortmund auch Shows in Frankfurt am Main und München statt.

Unter den bisherigen Star-Gästen der German Comic Con befanden sich bereits international ausgezeichnete Hollywood-Darsteller, u. a. die Golden-Globe-Gewinner Rutger Hauer (1987) und Ron Perlman (1989), der César-Preisträger Christopher Lambert (1986), der David-di-Donatello-Preisträger Franco Nero (1968) und mit Peter Weller sogar ein Schauspieler, der bereits eine OSCAR-Nominierung (1993) vorweisen kann. Außerdem waren schon mehrere Darsteller zu Gast, die den Life Career Award erhalten haben, der im Rahmen des Saturn Awards vergeben wird: Robert Englund (2001), Lance Henriksen (2009), Michael Biehn (2011) und Lee Majors (2017).

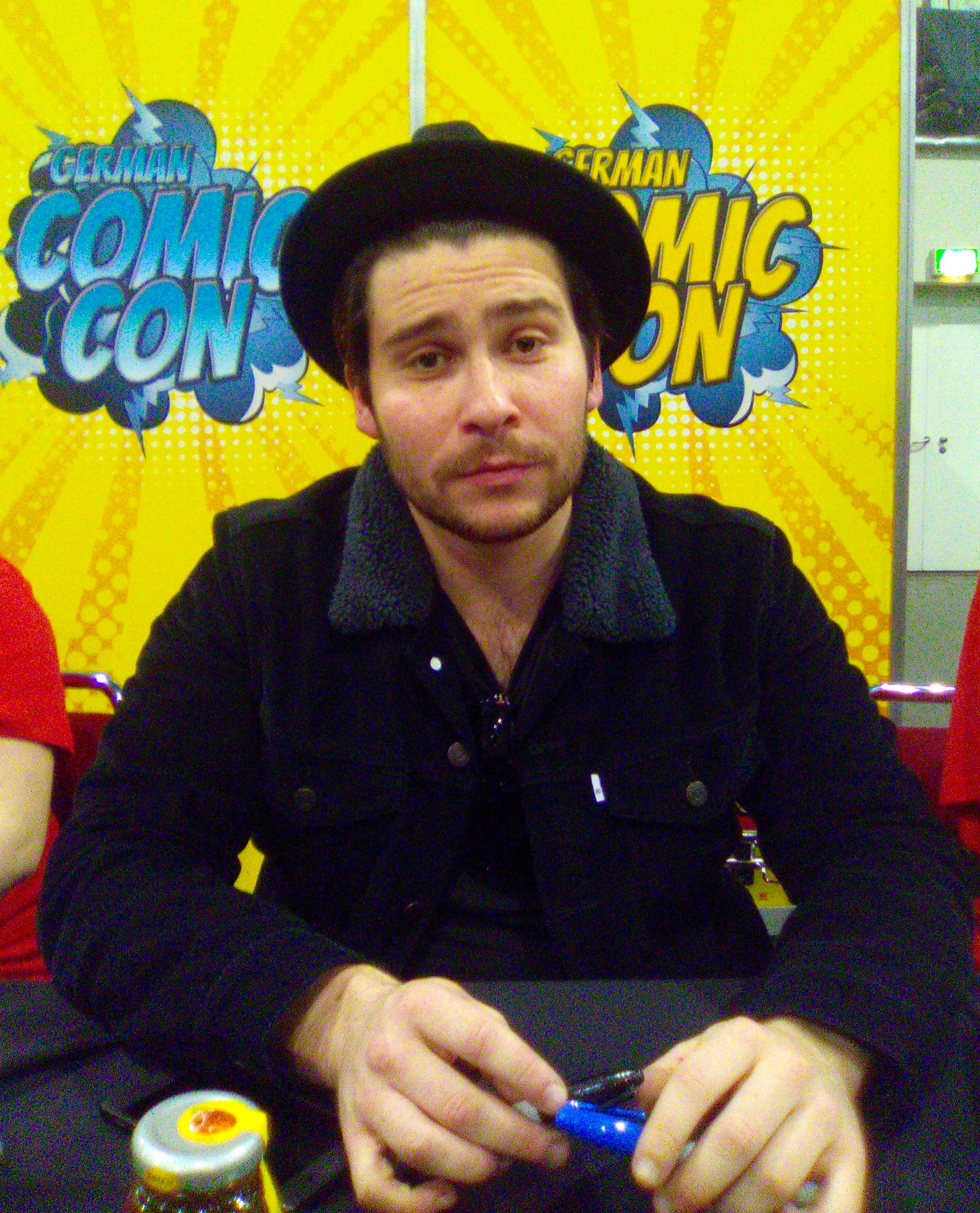
Daniel Portman auf der German Comic Con
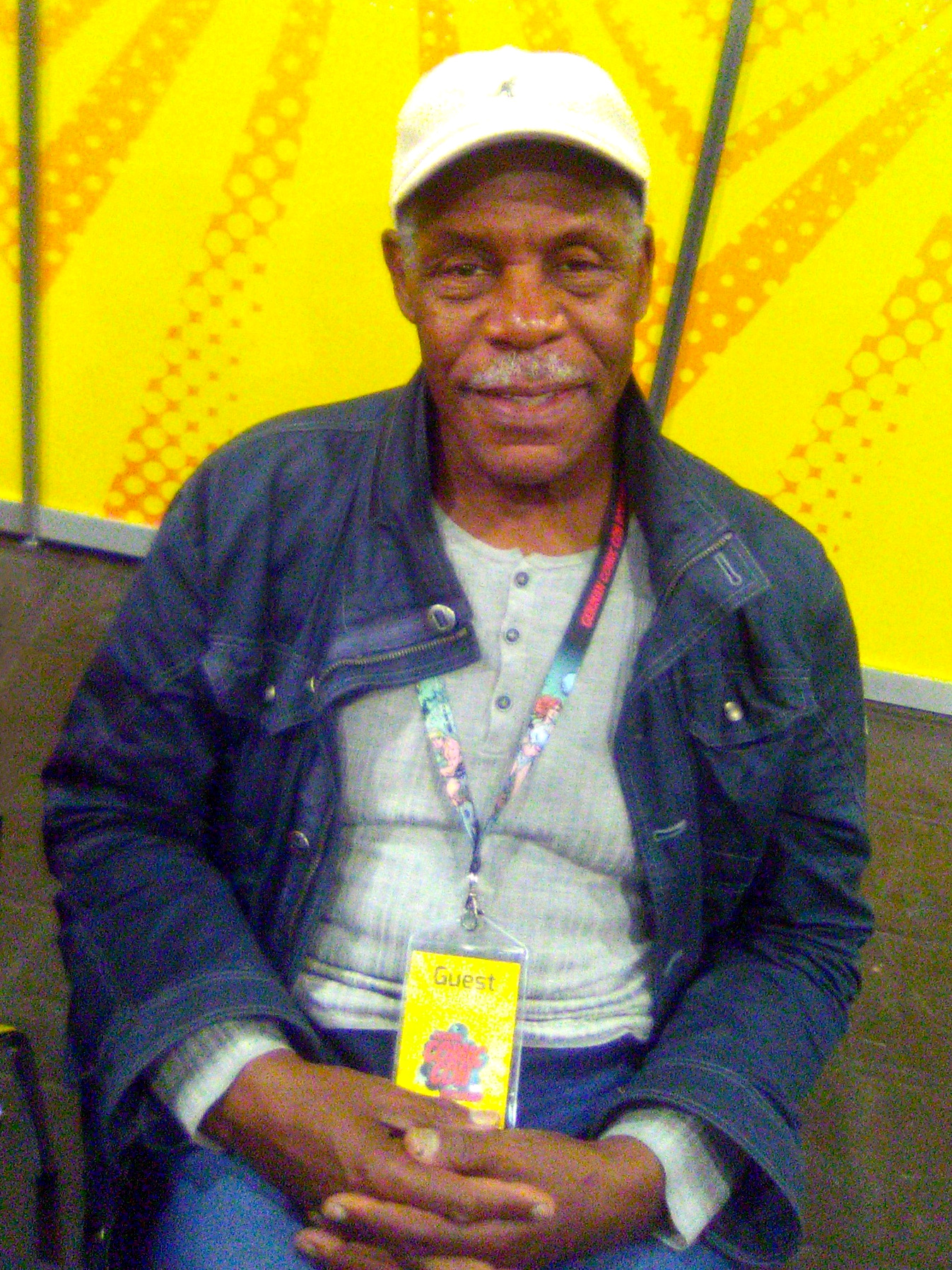
Danny Glover auf der German Comic Con
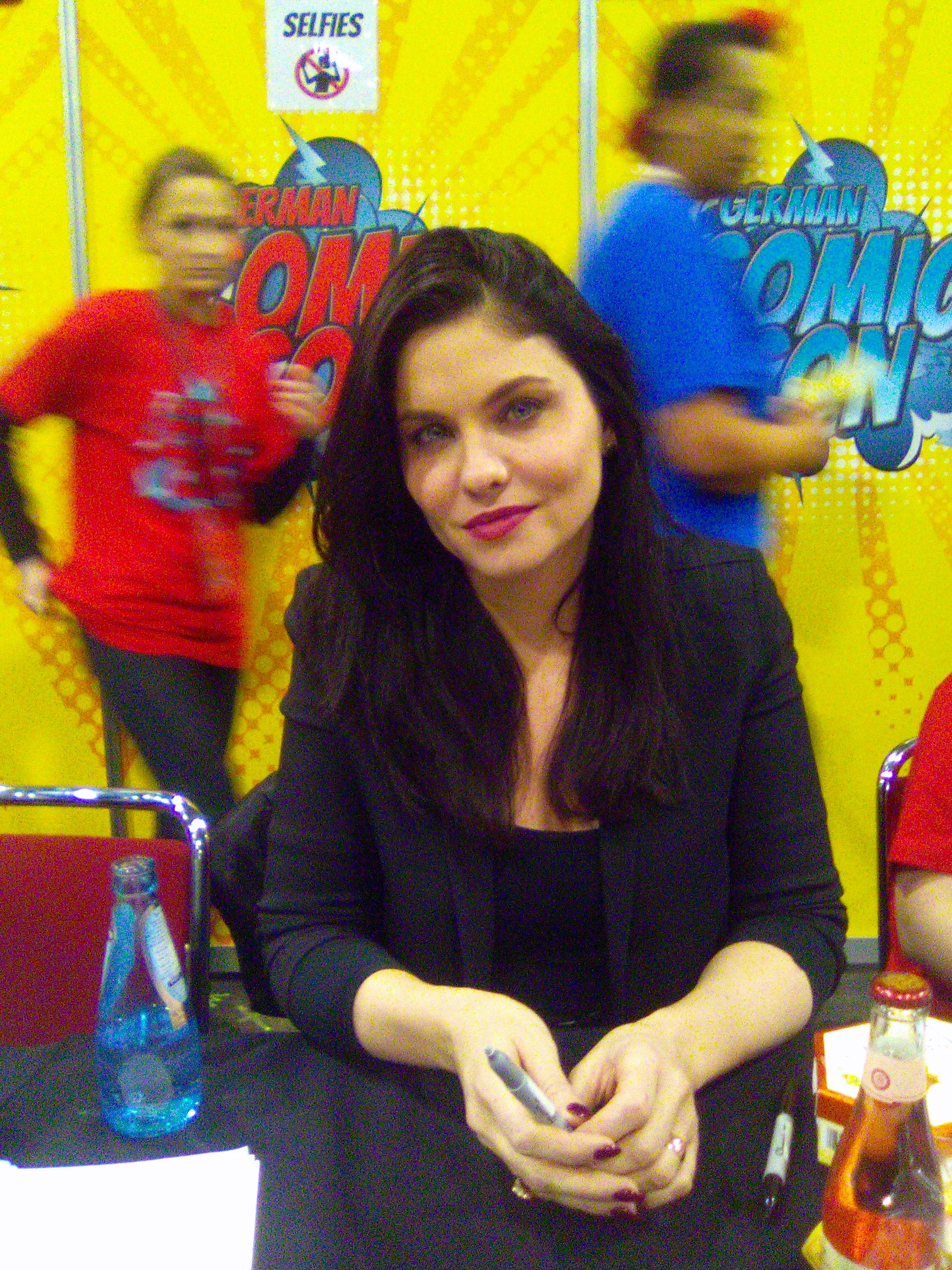
Jodi-Lyn O’Keefe auf der German Comic Con
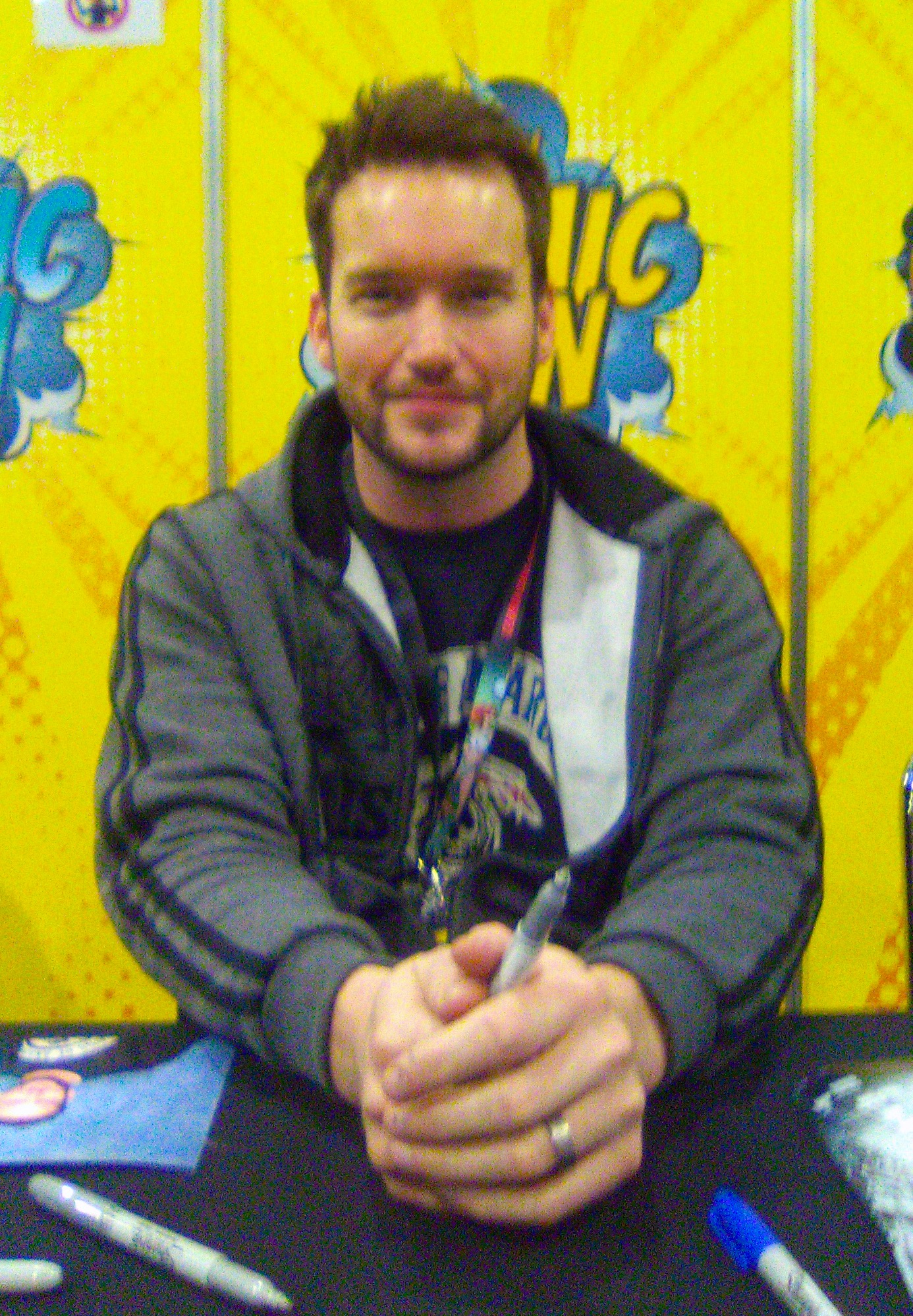
Gareth David-Lloyd auf der German Comic Con

## In den sozialen Medien
Anfang 2019 versammelte die German Comic Con auf ihrer Facebook-Seite als erste Messe ihrer Art im deutschsprachigen Raum über 100.000 Follower hinter sich. Zusammen mit ihren anderen Social-Media-Kanälen liegt die Reichweite der Veranstaltungsreihe bei über 120.000 Followern (Stand: Feb. 2019). Zählt man außerdem die Social-Media-Kanäle des „Weekend of Hell“ hinzu, dem auf das Horror-Genre spezialisierten Event desselben Veranstalters, kommen nahezu 170.000 Follower zusammen (Stand: Feb. 2019).

## Bisherige GCC-Events
| GCC                                        | Jahr                       | Ort                              | Gäste |
| ------------------------------------------ | -------------------------- | -------------------------------- | --- |
| GCC Dortmund 2015                          | 5. – 6. Dezember           | Westfalenhallen Dortmund         | Kino/TV: James Marsters • Rory McCann • Nathalie Emmanuel • Manu Bennett • Laurie Holden • Thomas Jane • Jason Isaacs • Sylvester McCoy • Stephen Lang • Lea Thompson • Stanislaw Janewski • William Baldwin • Melody Anderson • Sam Jones • Michael Dudikoff • Keith Allan • Pisay Pao • Russell Hodgkinson • Addy Miller • Chad Rook Comic/Illustration: Kari Korhonen • John Layman • Felix Mertikat • Arild Midthun • Ingo Römling |
| GCC Berlin 2016                            | 14. – 16. Oktober          | Messe Berlin                     | Kino/TV: Christopher Lloyd • Christopher Lambert • Famke Janssen • Robert Englund • James Marsters • Chad L. Coleman • Billie Piper • Sylvester McCoy • Natalia Tena • Ellie Kendrick • Devon Murray • Ray Park • Dan Starkey • Greg Grunberg • Amanda Bearse • Ken Kirzinger • Ken Colley • Roy Scammell • Tosin Cole • Paul Blake • Mickey Lewis • Taimak Comic/Illustration: Paolo Bacilieri • Guillaume Bianco • Werther Dell’Edera • Rahsan Ekedal • Davide Gianfelice • Ulf S. Graupner • Erik Kriek • Federica Manfredi • Felix Pestemer • Kaja Reinki • Don Rosa • Flavia Scuderi • James Turek • Sascha Wüstefeld • Nana Yaa • Laura Zuccheri • Annalisa Leoni • Daniel Lieske • Elisabetta Melaranci • Paolo Recchioni • Marco Tabilio • Steve Scott • Anna Backhausen • Sophie Schönhammer • M. Zachary Sherman |
| GCC Dortmund 2016                          | 2. – 4. Dezember           | Westfalenhallen Dortmund         | Kino/TV: David Hasselhoff • Pamela Anderson • Ron Perlman • Ryan Hurst • Danny Glover • Michael Madsen • Clive Standen • Greyston Holt • Gareth David-Lloyd • Andrew Lee Potts • Hannah Spearritt • Daniel Portman • Jodi Lyn O’Keefe • Anna Walton • Alice Krige • Stefan Kapičić • Mike Edmonds • Simon Williamson • Neil Bishop • Paul Springer • Trevor Butterfield • Samantha Alleyne Comic/Illustration: Akira Himekawa • Jef • Daniel Lieske • Aaron Lopresti • Nils Oskamp • Ingo Römling • Che Rossié • Enzo Sciotti • M. Zachary Sherman • Peter Snejbjerg • Sana Takeda • Timo Würz • Nana Yaa |
| GCC Frankfurt 2017                         | 22. – 23. April            | Messe Frankfurt                  | Kino/TV: Robin Lord Taylor • Sean Pertwee • Erin Richards • Drew Powell • Nestor Carbonell • T.J. Thyne • Christopher Lambert • Kim Coates • Ryan Hurst • Natalia Tena • Daniel Portman • Andrew Lee Potts • Hannah Spearritt • Nadia Hilker • Harry Melling • Afshan Azad • Ryan Gage • Sylvester McCoy • Casper Zafer • Jaiden Kaine • Daniel Naprous • Rusty Goffe • Alistair Petrie • Camille Coduri • Alicia Witt • Zarene Dallas • Benjamin Hartley Comic/Illustration: Michael Holtschulte • Martin Perscheid • Joscha Sauer • Denis Metz • André Sedlaczek • Philipp Doerr • Marc Uhlenhaut • Oli Hilbring • Miguel Fernandez • Chris Kloiber • Marc Blinn • Thorsten Brochhaus • Haiko Hörnig • Marius Pawlitza |
| GCC München 2017                           | 27. – 28. Mai              | MOC Veranstaltungscenter München | Kino/TV: Alfie Allen • Emily Kinney • Dean Cain • Gemma Whelan • Julie Benz • Charisma Carpenter • Lindsey Morgan • R.J. Mitte • Kelly Rutherford • Brighton Sharbino • Kyla Kenedy • Addy Miller • Sarah Butler • Max Grodénchik • Nadia Hilker • Olga Fonda • Hugh Quarshie • Lisa Wilcox • Nana Visitor • Jeffrey Combs • Samuel Anderson • Sylvester McCoy • Wolf Kahler • Anthony Higgins • Ari Lehman Comic/Illustration: Chris Kloiber • Boris Mihajlovic • Dave Lung • Rainer Engel • Philipp Dörr • Laura Schönhoff |
| GCC Berlin 2017                            | 30. September – 1. Oktober | Messe Berlin                     | Kino/TV: Pamela Anderson • Lee Majors • Walton Goggins • Kim Coates • Carice Van Houten • Jack Gleeson • Alfie Allen • Finn Jones • Michael Madsen • David Morrissey • Pearl Mackie • Daniel Portman • Keisha Castle-Hughes • Andrew Lee Potts • Hannah Spearritt • Colin Baker • Anthony Forrest • Jodi Lyn O’Keefe • Sam J. Jones • Connor Trinneer • Nicole De Boer • Sacha Dhawan • Wai Ching Ho • Jeremy Bulloch • Rusty Goffe • Alan Flyng Comic/Illustration: Thilo Krapp • Flemming Andersen • Ulrich Schröder • André Sedlaczek • Miguel Fernandez • Chris Kloiber • Marc Blinn |
| GCC Dortmund 2017                          | 9. – 10. Dezember          | Westfalenhalle Dortmund          | Kino/TV: Wentworth Miller • Peter Weller • Finn Wolfhard • Robert Englund • Alyson Hannigan • Alexis Denisof • Carl Weathers • Billy Boyd • Vladimir Furdik • Kristian Nairn • Ellie Kendrick • Christopher Lambert • Peter Facinelli • Mark Williams • Sean Biggerstaff • Devon Murray • TJ Thyne • Tamara Taylor • Samantha Smith • Amber Rose Revah • Ricky Whittle • Bruce Langley • Christopher Judge • Jaleel White • James Marsters • Iyari Limon • Sarah Hagan • Indigo • Valene Kane • Oliver Ford Davies • Staz Nair • Ross Mullan • Daniel Naprous Comic/Illustration: Michael Holtschulte • Martin Perscheid • Timo Wuerz • Dagmar Gosejacob • Viktor Bogdanovic • Olga Hopfauf • Stephan Baumgarten • Piero Masztalerz • Ralf Marczinczik • Holga Rosen • Oli Hilbring • Ari Plikat • André Poloczek • Tommy Wagner • Chris Kloiber • Marc Blinn • Thorsten Brochhaus • Maxim Seehagen • Andreas Eikenroth • Thilo Krapp • Marc Uhlenhaut • Alejandro Miranda • Philip Doerr                                                             |
| GCC Frankfurt 2018                         | 5. – 6. Mai                | Messe Frankfurt                  | Kino/TV: Robert Patrick • Rutger Hauer • Michael Biehn • Sean Gunn • Jerome Flynn • Jeremy Bulloch • Kate Dickie • Theo Rossi • Mark Boone Junior • William Hope • Aimee Garcia • Vladimir Furdik • Jennifer Blanc-Biehn • Colette Hiller • Ingo Albrecht • Manuel Straube • Ghadah Al Akel • Tobias Müller Comic/Illustration: Philipp Doerr • Marc Uhlenhaut • Daniel Katanovic |
| GCC München 2018                           | 5. – 6. Mai                | MOC Veranstaltungscenter München | Kino/TV & Entertainment: Charles Dance • Iwan Rheon • Danay Garcia • Jodi Lyn O’Keefe • Tom Wlaschiha • IronE Singleton • Chelsey Reist • Christopher Larkin • Mark Steger • Keisha Castle-Hughes • Elizabeth Webster Synchro-Area: Sabine Bohlmann • Wolfgang Müller • Maxi Belle • Ekki Belle • Bene Gutjan Cosplay: Callisto Cosplay • Michele Ilona Comic/Illustration: Birger • Chris Kloiber |
| GCC Berlin 2018                            | 20. – 21. Oktober          | Messe Berlin                     | Kino/TV & Entertainment: Michael Rooker • Daniel Gillies • Candice King • AJ McLean • Howie „D“ Dorough • Billy Boyd • Tom Hopper • Iain Glen • Kristanna Loken • Nathaniel Buzolic • Mark Ryan • Jessica Henwick • Joshua Mikel • Emma Bell • Chelsey Reist • Martyn Ford Synchro-Area: Ingo Albrecht • Tommy Morgenstern • Gerrit Schmidt-Foß • Max Felder • Manuel Straube • Benjamin Stöwe • Gadah Al-Akel • Ralf David • Sandro Blümel • Charles Rettinghaus Autoren: Kai Meyer • Julia Dippel • Dirk van den Boom • Bernhard Hennen • Robert Corvus • Bernd Perplies • Ju Honisch • Lieven L. Litaer • Tobias Meißner • Michael Peinkofer • Frank Engelhardt • Axel Kruse • David Mack • Liza Grimm • Peter R. Krüger • M.W. Ludwig • Fabian Dombrowski • Atir Kerroum Comic/Illustration: Don Rosa • Ulf Graupner • Sascha Wüstefeld • Emile Bravo • Flix • James C. Mulligan • Tim Dinter • Claudya Schmidt • Fil • Arne Jysch • Hamed Eshrat • Mawil • OL • Rainer Engel • Jörg Buttgereit • Fufu Frauenwahl • Kaja Reinki • Francis Bergese |
| GCC Dortmund 2018                          | 1. – 2. Dezember           | Westfalenhalle Dortmund          | Kino/TV & Entertainment: Chuck Norris • Gwendoline Christie • Noah Schnapp • La Toya Jackson • Steven Seagal • Lena Headey • Anthony Head • Jack Gleeson • Robert Patrick • Jessica Henwick • Erika Eleniak • Daniel Portman • Ron Donachie • Ivana Milicevic • Ryan Kelley • Tara Reid • Julian Glover • Martin Klebba • Nia Peeples • Clarence Gilyard • Franco Nero • Joseph Marcell • Natalia Tena • Maude Hirst • Caroline Munro • Pietro Lombardi • Mike Singer • Bars and Melody • Nikeata • Die Lochis Synchro-Area: Tommy Morgenstern • Ingo Albrecht • Sven Gerhardt • Marcus Off • Cosplay: The Hillywood Show • Lightning Cosplay • CosFia • Eden Craft Comic/Illustration: Michael Holtschulte • André Sedlaczek • Martin Perscheid • Ari Plikat • Oli Hilbring • Claudya Schmidt • Olivia Vieweg • Florian Biege • Frauke Berger • Matt Davis |
| GCC Dortmund Spring 2019                   | 13. – 14. April            | Westfalenhalle Dortmund          | Kino/TV & Entertainment: Elizabeth Olsen Synchro-Area: Comic/Illustration: |
| GCC München 2019                           | 15. – 16. Juni             | Zenith München                   | Kino/TV & Entertainment: Synchro-Area: Comic/Illustration: |
| GCC Berlin 2019                            | 28. – 29. September        | Station Berlin                   | Kino/TV & Entertainment: Synchro-Area: Comic/Illustration: |
| GCC Dortmund 2019                          | 7. – 8. Dezember           | Westfalenhalle Dortmund          | Kino/TV & Entertainment: Synchro-Area: Comic/Illustration: |
| GCC Dortmund Spring 2021 (Limited Edition) | 31. Juli – 1. August       | Westfalenhalle Dortmund          | Kino/TV & Entertainment: Synchro-Area: Comic/Illustration: |
| GCC Dortmund 2021                          | 3. – 5. Dezember           | Westfalenhalle Dortmund          | Kino/TV & Entertainment: David Anders • Morena Baccarin • Manu Bennett • Mark Boone Jr. • Millie Bobby Brown • Sarah Wayne Callies • Hayden Christensen • Jenna Coleman • Misha Collins • Michael Cudlitz • Tom Felton • Jenette Goldstein • Sean Gunn • Matthew Lewis • Christopher Lloyd • James Marsters • Alanna Masterson • Gaten Matarazzo • David Mazouz • Sylvester McCoy • Ian McDiarmid • Rose McIver • Lana Parrilla • Ron Perlman • Chandler Riggs • Melanie Scrofano • Ian Somerhalder • Natalia Tena • Paul Wesley Synchro-Area: Comic/Illustration: |
| German Film & Comic Con Dortmund 2023      | 2. – 3. Dezember           | Westfalenhalle Dortmund          | Kino/TV & Entertainment: Christopher Lloyd • Tom Felton • David Faustino • Josh Herdman • Chris Rankin • Dan Fogler • Poppy Corby-Tuech • Victoria Yeates • Daniel Logan • Peter Facinelli • Evanna Lynch • Temuera Morrison • Mackenyu Arata • AJ McLean • Oliver Masucci • Kat Graham Synchro-Area: Manuel Straube • Gabrielle Pietermann • Max Felder • Lydia Morgenstern • Daniel Schlauch • Martin Halm • Reiner Schöne • Benjamin Stöwe Comic/Illustration: Geistheiler Jesus Lopez • Dennis Bruhn • Michael Holtschulte • Oli Hilbring • Ari Plikat • Therbis • Jan Bintakies • Anna Jäger-Hauer • Anya Nary • Corvin Lüders • Claudia Schröder |

## Rudolph-Dirks-Award
2016 wurde erstmals ein Award für grafische Literatur vergeben, der Rudolph-Dirks-Award, benannt nach dem deutsch-amerikanischen Comic-Pionier Rudolph Dirks. Der Award wird in 18 Kategorien die besten Werke nach Genres und in 12 Kategorien die besten Künstler nach Herkunft auszeichnen. Die Nominierten pro Kategorie legt eine Short-List-Jury fest. Im Anschluss kommt es wie bei den US-amerikanischen Vorbildern, dem Eisner Award und dem Harvey Award, zu einem Online-Voting. Der Award wird im Rahmen der GCC Dortmund, die immer am Ende eines Jahres stattfindet, vergeben.
Neben den 30 Hauptkategorien, die zur Abstimmung stehen, gibt es zusätzlich die 2 Spezialkategorien Preis für das Lebenswerk sowie Beste journalistische/akademische Publikation. Diese Preise werden direkt von der GCC vergeben.